# Растила (станция метро)
«Растила» (фин. Rastila, швед. Rastböle) — предпоследняя станция метрополитена Хельсинки по ветке «Итякескус» — «Вуосаари». Территориально находится в западной части крупного жилого района Вуосаари в Восточном Хельсинки. Обслуживает городские районы Растила и Мери-Растила, находящиеся в пределах полуострова Вуосаари .
Эксплуатируется с 31 августа 1998 года. Архитекторы проекта Irmeli Grundström и Juhani Vainio. Станция наружного типа. Имеет одну платформу, два пути. Станция имеет два выхода — западный и восточный. Станция оснащена одним эскалатором и тремя лифтами .
В непосредственной близости от станции располагается кемпинг Rastila. С западной стороны выходит к платформе отправления рейсовых автобусов местного следования 96, 98, 98A, 519A (аэропорт).